# Sojoez 33
Sojoez 33 (Russisch: Союз-33, "Unie 33") was een Russische bemande ruimtevlucht aan het einde van de jaren 70. Doel van deze missie was een koppeling uit te voeren met ruimtestation Saljoet 6. Deze mislukte echter en de kosmonauten keerden halsoverkop naar de Aarde terug.

## Vluchtverloop

### Bemanning
Als commandant fungeerde Nikolaj Roekavisjnikov. Deze ervaren veteraan kende het klappen van de zweep: dit was zijn derde ruimtevlucht na Sojoez 10 en 16. Hij schreef geschiedenis als eerste niet-militaire commandant van een Sojoez. Een tweede Russische kosmonaut bleef deze maal achterwege. Eind 1976 maakte de Sovjet-Unie bekend, dat kosmonauten uit het Oostblok mee mochten in het kader van het Interkosmos-programma. Na training vertrok op 2 maart 1978 als eerste Sojoez 28 met een buitenlandse gast aan boord. Dit keer viel de eer te beurt aan Bulgarije, dat luchtmachtmajoor Georgi Ivanov afvaardigde. Normaal gesproken verbleven deze buitenlandse "ruimtetoeristen" ongeveer een week in de ruimte.

### Lancering
De Sojoez 33 werd gelanceerd op 10 april 1979 met een Sojoez-draagraket vanaf Bajkonoer. Deze capsule woog ruim 6 ton. De omwentelingssnelheid bedroeg 90,09 minuten, met een hoogste punt 330 km van en een laagste punt van 273 km, bij een inclinatie van 51,59°.

### Motorstoring, koppeling afgebroken
De Sojoez bewees zich door de jaren heen als betrouwbaar werkpaard, dat weliswaar af en toe zijn nukken vertoonde maar zijn bemanning altijd veilig thuis afleverde. Doch ditmaal liet het schip zijn bemanning danig in de steek. Na activering van het Igla-koppelingssysteem schakelde Sojoez 33 op een afstand van 4 km zijn hoofdmotor in. Deze moest zes seconden blijven branden, maar na slechts drie seconden sloeg de motor af en viel tevens de Igla uit.
Dat bleek nog niet het ergste. De bemanning van Sojoez 32, die al enige tijd aan boord van Saljoet 6 verbleef, rapporteerde zijwaartse vlammen uit de uitlaat van de hoofdmotor in de richting van de reservemotor ten tijde van uitschakelen. De vluchtleiding nam geen risico en beval Roekavisjnikov en Ivanov naar de Aarde terug te keren. Ondertussen poeierden de Russen de Westerse pers af met de mededeling dat "hun motor weigerde de capsule in de juiste aanvliegbaan te brengen" en "afwijkingen van het normale gedrag vertoonde".

### Hoge g-krachten tijdens terugkeer naar de Aarde
In plaats van de hoofdmotor gebruikte Sojoez 33 zijn reservemotor om de capsule terug in de dampkring te brengen. Het was noodzakelijk, dat die na ontsteking minstens 188 seconden bleef branden om voldoende snelheid te verliezen. Commandant Roekavisjnikov twijfelde echter of dit daadwerkelijk gelukte en greep persoonlijk in. Hij nam de controle over en liet op handbediening de remraket 25 seconden langer werken. Zo kreeg hij zekerheid dat de bemanning op weg naar huis ging, maar dit kende zijn prijs.
Door de veel sterkere afremming dan gebruikelijk viel hun capsule in een aanzienlijk steilere val terug naar de Aarde dan gebruikelijk, hetgeen resulteerde in hoge g-krachten. Roekavisjnikov en Ivanov kregen bijna 10 g te verduren. Er gebeurde echter niets onverwachts tijdens de laatste fase en beiden kwamen behouden beneden. Hun vlucht duurde slechts 1 dag en 23 uur en de landing vond in het donker plaats op 12 april op circa 320 km ten zuidoosten van Jezqazğan, na slechts 31 omwentelingen. Doordat het motorcompartiment moest worden afgestoten voor de terugkeer naar de Aarde, was het niet mogelijk om het naderhand te inspecteren om te kijken waar de fout precies zat.
Voor de geplaagde commandant smaakten de druiven extra zuur. Voor Roekavisjnikov was het namelijk al de tweede keer dat hij er niet in slaagde aan boord te komen van een ruimtestation. De geschiedenis herhaalde zich voor hem na de ontmoeting van Sojoez 10 met Saljoet 1.

## BemanningSojoez 32gestrand
Maar de falende motor had ook uiterst onprettige gevolgen voor Valeri Rjoemin en Vladimir Ljachov. De bemanning van Sojoez 32 zat nu opgesloten in Saljoet 6 en kon niet meer naar huis. Een Sojoez had een bepaalde veilig geachte technische levensduur. Indien er visite kwam, ook al bleven de gasten slechts korte tijd aanwezig, namen de bezoekers steevast de oudste Sojoez om terug naar de Aarde te keren. Op deze manier bleef de stationsbemanning verzekerd van een betrouwbaar ruimteschip.
De vroegtijdige terugkeer betekende dan ook een lelijke stok in de wielen voor de planning van de Russen. Maar Rjoemin en Ljachov konden niet blijven wachten: op 6 juni 1979 lanceerde de Sovjet-Unie daarom de onbemande Sojoez 34 om hen op te halen. 